# A Short Hike
A Short Hike — это приключенческая уютная инди-игра, выпущенная 30 июля 2019 года для персональных компьютеров. Она была разработана и опубликована канадским дизайнером Адамом Робинсоном, известным, как adamgryu. Игрок управляет антропоморфной птицей, чья конечная цель — добраться до вершины горы, известной как «Пик Ястреба», чтобы получить сигнал на мобильный телефон. Однако чтобы добраться до туда, необходимо прокачать навык полёта, также игрок может выполнять разные побочные задания на острове.
Раннее, Робинсон занимался выпуском многочисленных RPG, но в какой то момент устал от своей работы решил сделать перерыв, во время которого разработчику пришла идея создать A Short Hike. В частности через данную игру Робинсон мог воплотить свою любовь к природным ландшафтам и признался, что разработка стала для него своего рода терапией от эмоционального выгорания.
Оценки Short Hike можно охарактеризовать в целом, как положительные. Средняя оценка по версии агрегатора Metacritic составляет 78 баллов из 100 возможных. Ряд критиков сравнили игровой процесс игры с франшизой The Legend of Zelda. Рецензенты оценили игровой процесс A Short Hike и механику полёта.

## Игровой процесс
Игра начинается с того, что Клейр, молодая девушка и антропоморфная птица отправилась за город, на остров гостить у своей тёти, которая является лесничей. Однако героиня сталкивается с тем, что у неё пропадает доступ к мобильной связи. Тётя утешает Клейр, посоветовав ей забраться на вершину «ястребиной горы» — самой высокой точки на острове и полюбоваться красивым видом, открывающимся с горы. Хотя прогулка предстоит не лёгкой, это была частью традиции семьи Клейр. Героиня обладает двумя преимуществами, она может на короткое время парить, чтобы преодолевать пропасти, или же забираться на гору.
Найти путь к горе ястреба легко, так как по всему острову разбросано множество указателей, однако подвох кроется том, чтобы суметь подняться по более крутым участкам нагорья. Для этого Клейр необходимо улучшить свой навык полёта, преодолевать большие расстояния. Увеличенная выносливость персонажа, позволяет ей совершать полёты на более долгие расстояния. Для этого героине необходимо находить предметы в виде золотых крыльев, которые разбросаны по всему острову. Некоторые из них можно найти на возвышенных областях, другие же в районе посетителей или скупщика. В теории игрок может забраться на самую поверхность при наличии семи золотых перьев, однако чтобы облегчить игровой процесс рекомендуется собрать больше перьев, всего в игре их возможно найти двадцать. Золотое перо требуется для совершения одного взмаха, чем больше Клейр делает взмахов, тем дальше она может летать, для перезарядки «энергии» ей требуется совершить контакт с землёй. Однако когда персонаж достигает определённой высоты и попадает в заснеженную локацию, то для зарядки требуется найти источник горячей воды или костёр.
Блуждая по острову в поисках перьев, Клейр может вступать в диалоги с другими антропоморфными животными, а также выполнять их просьбы и идти на побочные задания, хотя это не является обязательным условием игрового прогресса. Героиня может участвовать в гонках, играть на пляже или ловить рыбу, чтобы заработать деньги. Некоторые из задач представляют собой мини-игры. Клейр также может с помощью лопаты копать землю, чтобы найти сокровища, или же использовать кирку, чтобы убрать мусор или добраться со недоступных областей.

## Разработка
Разработкой игры занимался независимый канадской разработчик Адам Робинсон, изначальна в рамках программы Humble Monthly. Там, выход игры состоялся 14 апреля 2019 года. Позже, 30 июля игра была выпущена для персональных компьютеров. Робинсон заметил, что до этого сделал «целую дюжину полуфабрикатных» RPG и затем экспериментировал с разными жанрами и принимал участие в игровых джемах и после окончания университета и нескольких стажировок, пришёл к идее работать разработчиком видео-игр на полной ставке. Идея создать A Short Hike пришла в результате внезапного вдохновения, когда разработчик решил отдохнуть от своих предыдущих проектов. Так, он создал эскизы с природными панорамами.
Разработка велась фактически единолично Робинсоном, хотя разработчик признался, что получал большую помощь со стороны друзей и семьи. Музыку к игре создал Маркомш Спарлинг. A Short Hike была создана на движке Unity.
Робинсон признался, что игры серии Animal Crossing были его любимыми на приставке DS, также в качестве источников вдохновения, разработчик указывал на Breath of the Wild, Firewatch, Frog Detective и Minit. В частности, Робинсон хотел передать в игре A Short Hike такую же непринуждённую и добросердечную атмосферу, а также перенял из данных игр некоторые особенности невербального общения между животными. Тем не менее Робинсон волновался, что игроку начнут утверждать, что его игра слишком похожа на другие игры, по этой же причине например Робинсон не хотел добавлять силуэты рыб, однако в этом случае игроки начали бы забывать о наличии механики рыбалки. Также разработчик волновался, что не сможет сделать игру интересной, так как раннее работал с RPG, и не имел чёткого представления, как делать игры без сражений и стратегии. Тем не менее Робонсон обратил внимание, что старался с помощью игрового процесса побуждать игрока дальше исследовать остров, создавая интересные ориентиры, сценарии с местными жителями или просто добавляя коллекционные предметы.
При этом у разработчика было всего четыре месяца на создание игры, так как он должен был выпустить A Short Hike в рамках компании Humble Original, в апрельском ежемесячном выпуске за апрель. Разработчик добавлял по мере возможности новые элементы игрового процесса до самого выпуска. То, что он не успел реализовать в игре, позже добавил для версии для ПК в Steam, вместе с обновлением «Extra Mile». Робинсон признался также, что на разработку его вдохновляла обратная связь с пользователями в twitter, когда разработчик делился своими наработками под хештегом #gamedev.
Робинсон также заметил, что разработка A Short Hike была для него лично значима, так как в это время, чувствовал усталость и эмоциональное выгорание из-за беспокойства о многих вещах в личной жизни. Для разработчика, A Short Hike была способом справиться со свой тревогой и неуверенностью в себе, выразить идею того, что надо ценить природу и как меняется отношение к родителям по мере взросления. Работая над окружающим пространством, Робинсон вдохновлялся алгонкинским провинциальным парком, в котором он вырос и намеренно ссылался к рельефам канадского щита, когда выбирал цветовую палитру для игрового мира. Разработчик заметил, что за год до начала разработки, сам лично отправился в поход с друзьями и пытался запечатлеть увиденное в игре. Также разработчик забрался на смотровую площадку горы Пильчук, по образу которой затем создавалась пожарная башня в игре. Также Робинсон вдохновлялся природными ландшафтами Швеции, когда прибывал тал в рамках программы Stugan game accelerator. Разработчик заметил, что хотел, чтобы каждая локация в игре чувствовалась уникальной и неповторимой: «К счастью, в реальной жизни есть бесчисленные ландшафты, которые я могу использовать для вдохновения».

## Критика
| Сводный рейтинг    | Сводный рейтинг |
| Агрегатор          | Оценка          |
| ------------------ | --------------- |
| Metacritic         | 78/100 (ПК)     |
| Иноязычные издания |                 |
| Издание            | Оценка          |
| Jeuxvideo.com      | 18/20           |
| Adventure Gamers   | [ 9 ]           |
| Vandal             | 8/10            |
| Destructoid        | 7,5/10          |
| Eurogamer Italy    | [ 13 ]          |
| Washington Post    | 4,9/10          |

Оценки Short Hike можно охарактеризовать в целом, как положительные. Средняя оценка по версии агрегатора Metacritic составляет 78 баллов из 100 возможных. Ряд критиков сравнили игровой процесс игры с франшизой The Legend of Zelda.
Критик сайта Jeuxvideo заметил, что Short Hike выглядит, как если бы игры Celeste и Breath of the Wild объединили в эпохе Nintendo DS, заметив, что несмотря на простую завязку игры — добраться до вершины горы, фактическая суть игры заключается в погружении в исследовании острова и выполнении вторичных квестов, как в Zelda. Критик заметил, что игра фактически ставит игрока перед выбором, быстро завершить задание, но с максимальными трудностями, или же отправится изучать остров, богатый на мелкие детали и многочисленные истории. Критик в целом похвалил яркий визуальный стиль, взывающей к ностальгии, приятный саундтрек, тем не менее заметил, что игра получилась короткой, а также указал не некоторые проблемы с камерой и обзором. Критик сайта Adventure Gamers также похвалил Short Hike, назвав её погружением в роскошную воксельную графику, оживляющую своими цветами окружающее пространство, критик также похвалил звуковое сопровождение, отражающее все детали окружающего пространства и игрового процесса. Рецензент также признался, что испытывал большое удовольствие от выполнения побочных квестов и изучения острова, а также постепенного открытия более новых локаций, таким образом поощряя в игроке любопытство. С первого взгляда простые разговоры с местными жителями могут прирастать в мирские размышления, обсуждение подлинных проблем и глубоких личных страхов. Критик подытожил, что «„Short Hike“ с его прекрасной окружающей средой для изучения и множеством скрытых душераздирающих историй напоминает нам о важности сделать перерыв и насладиться отдыхом на свежем воздухе — по крайней мере, его маленькой виртуальной версией».
Критик сайта Eurogamer заметил, что с первого взгляда, сюжет игры выглядит слишком банальным и был высок риск сделать скучную и однообразную игру, однако критик признался, что его удивил результат. Несмотря на минималистский пиксельный стиль, игре удаётся прекрасно передавать анимации и эмоции персонажей. Хотя физика взаимодействия с окружающей средой ограничена, тем не менее персонажу по прежнему доступно множество взаимодействий, будь то скольжение с возвышенности или соревнование игры на крючках для поимки рыбы.

### Награды
| Год  | Награда                           | Категория                                   | Результат | Сслк.         |
| ---- | --------------------------------- | ------------------------------------------- | --------- | ------------- |
| 2019 | 2019 Golden Joystick Awards       | Лучшая инди-игра                            | Номинация | [ 18 ]        |
| 2020 | 23rd Annual D.I.C.E. Awards       | Семейная игра года                          | Номинация | [ 19 ]        |
| 2020 | 23rd Annual D.I.C.E. Awards       | Выдающееся достижение для независимой игры  | Номинация | [ 19 ]        |
| 2020 | 23rd Annual D.I.C.E. Awards       | Выдающиеся достижения в игровом направлении | Номинация | [ 19 ]        |
| 2020 | Independent Games Festival Awards | Гран-при Шеймуса Макнелли                   | Победа    | [ 20 ] [ 21 ] |
| 2020 | Independent Games Festival Awards | Превосходный дизайн                         | Номинация | [ 20 ] [ 21 ] |
| 2020 | Independent Games Festival Awards | Приз зрительских симпатий                   | Победа    | [ 20 ] [ 21 ] |